# Biggles
Biggles is een fictieve figuur in de gelijknamige serie jongensboeken, geschreven door de Britse schrijver W.E. Johns. Het eerste verhaal verscheen in 1932, waarna een reeks van 101 boeken tot stand kwam. De auteur overleed in 1968 tijdens het schrijven van het laatste deel, Biggles 
does some homework.

## Hoofdpersonen
Biggles' volledige naam is James Bigglesworth. Hij is onderscheiden met de Distinguished Service Medal en Distinguished Service Order. Hij is gevechtspiloot, spion en detective van de afdeling Luchtpolitie van Scotland Yard.
In de meeste boeken treden enkele en vaak alle van de volgende assistenten op:
- Algernon "Algy" Lacy
- "Ginger" Hebblethwaite, die Biggles leert kennen in Biggles ontvoerd
- Lord Bertram "Bertie" Lissie

## Verloop van de serie
Biggles wordt in 1899 in India geboren, maar wegens ziekte wordt hij door zijn vader naar een kostschool in Engeland gezonden. Zie voor Biggles' kostschooljaren Biggles als kwajongen. Hij leert in de loop van de Eerste Wereldoorlog vliegen. Nadat de oorlog is afgelopen maakt hij reizen over de hele wereld, waar hij met zijn vast terugkerende vrienden - Commodore Raymond, the Honourable Algernon Lacey (Algy), Ginger Hebblethwaite, Lord Bertram Lissie (Bertie) - de meest spannende avonturen beleeft. Biggles is in die tijd onder andere geheim agent bij Scotland Yard. Bovendien heeft hij ook een eigen luchtvaartmaatschappij: Biggles & Co.
Zijn oude aartsrivaal is de Duitser Erich von Stalhein, die hij in veel van zijn avonturen tegenkomt. Of het nu de Eerste en Tweede Wereldoorlog of naoorlogse avonturen betreft; Von Stalhein blijft regelmatig opdagen.
In de Tweede Wereldoorlog is Biggles weer piloot bij de RAF. Na deze oorlog beleeft hij nog vele spannende avonturen. In Biggles begraaft de strijdbijl sluit hij zelfs vrede met zijn aartsvijand Erich von Stalhein door deze uit een Sovjet-gevangenenkamp te bevrijden. De laatste avonturen spelen zich af in de jaren zestig.
Er zijn vele boeken geschreven, waarvan er 99 in het Nederlands zijn vertaald. De laatste vertaling was die van het onvoltooide boek Biggles en de nieuwe rekruut. Dit boek is uitgegeven door de International Biggles Association (I.B.A.) en verscheen in 2016 in een beperkte oplage ter gelegenheid van het 25-jarig bestaan van de International Biggles Association.
Verder zijn er in de jaren negentig twaalf korte verhalen van Johns verschenen bij de I.B.A.. Deze korte verhalen waren toen nog niet in boekvorm verschenen en nog niet in het Nederlands vertaald. Ze werden tweetalig uitgegeven, de ene helft van het boek bevatte het Engelstalige originele verhaal en de andere helft de Nederlandse vertaling. In deze reeks verschenen negen Biggles-verhalen, twee Worrals-verhalen en een langer Steeley-verhaal. Deze laatste drie verhalen hebben betrekking op andere series van Johns, die in Nederland minder bekend zijn, al zijn de Steeley-verhalen in de jaren vijftig wel alle vijf in het Nederlands vertaald.

## Bewerkingen

### Film
In 1986 werd onder de titel Biggles zelfs een speelfilm uitgebracht, geregisseerd door John Hough, maar deze heeft het succes van de boekenreeks niet geëvenaard.

### Stripverhalen
Toen in de jaren zestig de rechten vrijkwamen om stripverhalen te maken rond het personage Biggles, ging de Studio Vandersteen (bekend van onder andere Suske en Wiske en De Rode Ridder) daar op in. Willy Vandersteens medewerkers Karel Verschuere en Karel Biddeloo maakten een twintig delen tellende Biggles-reeks die geen groot succes was, hoewel de kwaliteit van een zeer degelijk niveau was. De strips, herkenbaar aan de groene kaft en witte letters, zijn nu onder verzamelaars zeer begeerd.
Later verscheen een tweede stripreeks van Biggles, waarvan de eerste episodes werden gemaakt door de Fransman Francis Bergèse en de latere door het Belgische duo Eric Loutte (tekenaar) en Michel Oleffe (scenarist). Deze reeks stond geheel los van de reeks gemaakt door Studio Vandersteen.

## De Nederlandse Biggles-serie
1. Biggles als kwajongen (1965; oorspronkelijke titel Biggles goes to school, 1951)
2. Biggles leert vliegen (1965; Biggles learns to fly, 1935)
3. Biggles als spion (1959; Biggles flies east, 1935)
4. Met Biggles in vijandelijk gebied (1958; The rescue flight, 1939)
5. Biggles vliegt naar Tibet (1963; Biggles hits the trail, 1935)
6. Biggles en Co. (1961; Biggles & Co., 1936)
7. Biggles in Afrika (1961; Biggles in Africa, 1936)
8. Biggles in het Verre Oosten (1961; Biggles Air Commodore, 1937)
9. Biggles in de West (1961; Biggles flies west, 1937)
10. Biggles in Egypte (1961; Biggles flies south, 1938)
11. Biggles en de landverraders (1966; Biggles goes to war, 1938)
12. Biggles in Spanje (1961; Biggles in Spain, 1939)
13. Biggles in Canada (1961; Biggles flies north, 1939)
14. Biggles als geheim agent (1961; Biggles secret agent, 1940)
15. Biggles in de Zuidzee (1961; Biggles in the South Seas, 1940)
16. Biggles' geheime opdracht (1959; Biggles in the Baltic, 1940)
17. Biggles in de vuurlinie (1965; Biggles defies the swastica, 1941)
18. Biggles in de kou (1962; Biggles sees it through, 1941)
19. Biggles en zijn makkers (1959; Spitfire parade, 1941)
20. Biggles in de jungle (1961; Biggles in the jungle, 1942)
21. Biggles in de woestijn (1962; Biggles sweeps the desert, 1942)
22. Biggles op patrouille (1965; Biggles charter pilot, 1943)
23. Biggles op Borneo (1962; Biggles in Borneo, 1943)
24. Biggles vermist (1966; Biggles fails to return, 1943)
25. Biggles in de Oriënt (1962; Biggles in the Orient, 1944)
26. Biggles in gevaar (1966; Biggles delivers the goods, 1946)
27. Biggles er op af (1962; Sergeant Bigglesworth CID, 1946)
28. Biggles bij Scotland Yard (1963; Biggles' second case, 1948)
29. Biggles en de valsemunters (1965; Biggles hunts big game, 1948)
30. Biggles in de vallei des doods (1966; Biggles takes a holiday, 1949)
31. Biggles als goudzoeker (1965; Biggles breaks the silence, 1949)
32. Biggles van het Camel-squad (1966; Biggles of the Camel Squadron, 1934)
33. Biggles in Arabië (1963; Another job for Biggles, 1951)
34. Biggles als detective (1962; Biggles works it out, 1951)
35. Biggles maakt korte metten (1964; Biggles takes the case, 1952)
36. Biggles volgt het spoor (1964; Biggles follows on, 1952)
37. Biggles en de veedieven (1964; Biggles and the black raider, 1953)
38. Biggles in de knoei (1961; Biggles in the blue, 1953)
39. Biggles in China (1965; Biggles in the Gobi, 1953)
40. Biggles en de geheime basis (1966; Biggles cuts it fine, 1954)
41. Biggles en de piratenschat (1962; Biggles and the pirate treasure, 1954)
42. Biggles in een wespennest (1966; Biggles foreign legionnaire, 1954)
43. Biggles komt te hulp (1965; Biggles' Chinese puzzle, 1955)
44. Biggles in Australië (1965; Biggles in Australia, 1955)
45. Biggles en het geheime wapen(1960; No rest for Biggles, 1956)
46. Biggles en de kroonjuwelen (1962; Biggles takes charge, 1956)
47. Biggles en de goudpiraten (1962; Biggles makes ends meet, 1957)
48. Biggles speelt het klaar (1964; Biggles of the Interpol, 1957)
49. Biggles als juwelendief (1964; Biggles on the home front, 1957)
50. Biggles lost het op (1960; vert. van Biggles presses on, 1958)
51. Biggles op het mysterieuze eiland (1961; vert. van Biggles on Mystery Island, 1958)
52. Biggles begraaft de strijdbijl (1960; vert. van Biggles buries a hatchet, 1958)
53. Biggles in Mexico (1961; vert. van Biggles in Mexico, 1959)
54. Biggles en de Interpol (1960; vert. van Biggles' combined operation, 1959)
55. Biggles en de verborgen schat (1960; vert. van Biggles at world's end, 1959)
56. Biggles en het luipaardmysterie (1962; vert. van Biggles and the leopards of Zinn, '1960)
57. Biggles op bekend terrein (1961; vert. van Biggles goes home, 1960)
58. Biggles en de kidnapper (1964; vert. van Biggles and the poor rich boy, 1961)
59. Biggles als goudpiraat (1966; vert. van Biggles forms a syndicate, 1961)
60. Biggles en de miljonair (1964; vert. van Biggles and the missing millionaire, 1961)
61. Biggles op z'n eentje (1965; vert. van Biggles goes alone, 1962)
62. Biggles en de atoomgeleerde (1964; vert. van Orchids for Biggles, 1962)
63. Biggles zet een val (1965; vert. van Biggles sets a trap, 1962)
64. Biggles en het verlaten eiland (1965; vert. van Biggles takes it rough, 1963)
65. Biggles in Berlijn (1966; vert. van Biggles takes a hand, 1963)
66. Biggles en de valse professor (1965; vert. van Biggles' special case, 1963)
67. Biggles en het verdwenen vliegtuig (1966; vert. van Biggles and the plane that disappeared, 1963)
68. Biggles en de verdwenen goudstukken (1966; vert. van Biggles and the lost sovereigns, 1964)
69. Biggles en de luchtpolitie (1966; vert. van Biggles and the black mask, 1964)
70. Biggles kent geen vrees (1966; vert. van Biggles investigates, 1964)
71. Biggles als luchtheld (1966; vert. van Biggles pioneer air fighter, 1954)
72. Biggles van de speciale luchtpolitie (1966; vert. van Biggles of the special air police, 1953)
73. Biggles vliegt er op uit (1966; vert. van Biggles flies again, 1934)
74. Biggles van het 266e (1966; vert. van Biggles of 266, 1955)
75. Biggles op de bres (1966; vert. van Biggles flies to work, 1963)
76. Biggles ontvoerd (1966; vert. van The black peril, 1935)
77. Biggles in Brazilië (1966; vert. van Biggles in the cruise of the Condor, 1933)
78. Biggles en de slaven van de Mongool (1966; vert. van Biggles gets his men, 1950)
79. Biggles achter het IJzeren Gordijn (1966; vert. van Biggles looks back, 1965)
80. Biggles en het koningsgraf (1966; vert. van Biggles and the plot that failed, 1965)
81. Biggles krijgt een vreemde opdracht (1967; vert. van Biggles scores a bull, 1965)
82. Biggles in India (1967; vert. van Biggles in the Terai, 1966)
83. Biggles in Malakka (1967; vert. van Biggles and the Blue Moon, 1965)
84. Biggles in de onderwereld (1970; vert. van Biggles in the underworld, 1968)
85. Biggles en het gestolen beeldje (1970; vert. van Biggles and the little green god, 1969)
86. Biggles en de wapensmokkelaars (1970; vert. van Biggles and the gun runners, 1966)
87. Biggles op het ongelukseiland (1970; vert. van Biggles and the deep blue sea, 1968)
88. Biggles en de schijnheilige lord (1970; vert. van Biggles and the noble lord, 1969)
89. Biggles in de Kalahari woestijn (1970; vert. van Biggles sorts it out, 1967)
90. Biggles weet te veel (1970; vert. van Biggles sees to much, 1970)
91. Biggles en het spookvliegtuig (1972; vert. van Biggles and the dark intruder, 1967)
92. Biggles en zijn basis (2001; vert. van The boy Biggles, 1968)
93. Biggles en de pechvogel (2002; vert. van Biggles and the penitent thief, 1967)
94. Biggles - vlieger-rechercheur (2003; vert. van Biggles air detective, 1950)
95. Biggles in Frankrijk (2009; vert. van Biggles in France, 1935)
96. Biggles trekt ten strijde (2010; vert. van The Camels are coming, 1932)
97. Biggles - wapenbroeders (2011; vert. van Comrades in arms, 1947)
98. Biggles en de verdwenen piloot en andere korte verhalen (2016; vert. met aanvullingen van Biggles - Air Ace, 1999)
99. Biggles en de nieuwe rekruut (2016; vert. van Biggles does some homework, 1997)

## Secundaire literatuur
- Marvel M. Wagenaar-Wilm: Captain W.E. Johns Catalogus. Biografie en wereldwijde bibliografie. 6e, geheel herz. druk. Anna Paulowna, International Biggles Association, 2004. ISBN 90-801427-2-7 (1e druk: Zaandam, 1993. ISBN 90-801427-1-9)